# Protestas en Chad de 2021
Las protestas en Chad de 2021 fueron una serie de manifestaciones en Chad contra el régimen dictatorial de Mahamat Déby e Idriss Deby, y los resultados de las elecciones presidenciales.

## Antecedentes
Chad ha estado inmerso en un conflicto armado, siendo muy frecuentes los enfrentamientos conflictivos y la violencia en Chad. Los opositores del entonces presidente Idriss Deby convocaron protestas debido a su gobierno antidemocrático y al liderazgo dictatorial de Chad, donde los derechos humanos son un problema común y una lucha para muchos en Chad, además de las altas tasas de desempleo y pobreza y las luchas por manejar el covid-19.

## Eventos
El 6 de febrero, cientos de manifestantes prendieron fuego durante las protestas contra la reelección del presidente Idriss Deby, en N'Djamena, como respuesta, la policía disparó gas lacrimógeno para dispersarlos.
El 28 de febrero, el líder de la oposición Yaya Dillo dice que su madre, su hijo y otros tres miembros de su familia fueron asesinados en una redada en su casa antes del amanecer dirigida por el hijo del presidente. Un portavoz del gobierno dijo que Dillo no había respondido a dos mandatos judiciales y que dos personas murieron y cinco resultaron heridas, incluidos tres policías.
El 20 de marzo, miles de manifestantes participaron en varias marchas y concentraciones en apoyo de los candidatos de la oposición. Los partidos políticos y las asociaciones de la sociedad civil habían convocado manifestaciones contra el sexto mandato del presidente, el mariscal Idriss Déby Itno.
Funcionarios públicos y organizaciones políticas organizaron varias manifestaciones el 27 de marzo para protestar por las próximas elecciones, pidiendo que la gente las boicoteara, gritando ¡No al sexto mandato! ¡No al sexto trimestre! en N'Djamena. Los manifestantes también fueron arrestados y golpeados por la policía tan pronto como comenzaron a protestar, lo que resultó en la quema de neumáticos.
El 27 de abril de 2021, estallaron protestas en N'Djamena, pidiendo al Consejo Militar de Transición que cediera a la transición a los civiles. Una mujer murió en la capital cuando manifestantes antimilitares atacaron un autobús, mientras que un hombre murió en el sur del país. La policía ha utilizado gases lacrimógenos para dispersar manifestaciones, mientras que el TMC ha prohibido las protestas. Los políticos de la oposición han calificado la toma de posesión de TMC como un "golpe". El 2 de mayo de 2021, el TMC levantó el toque de queda nocturno impuesto en el país a raíz de la muerte del presidente Déby. El TMC también reconoció la muerte de seis manifestantes durante las manifestaciones de la semana pasada.
Las fuerzas de seguridad chadianas utilizaron gases lacrimógenos y bastones para dispersar a los manifestantes que salieron a las calles de la capital, N'Djamena, el miércoles para denunciar una toma de poder militar tras la muerte en el campo de batalla del presidente Idriss Deby . Pequeños grupos de manifestantes quemaron neumáticos y banderas francesas, y algunos se enfrentaron violentamente con la policía, dijo un reportero de Reuters en el lugar. Unas 30 personas fueron arrestadas, según la coalición de la sociedad civil Wakit Tamma el 19 de mayo.